# Рамграм
Рамграм (непальск. रामग्राम), ранее был известен как Параси (непальск. परासी) — город и муниципалитет на юге центральной части Непала. Административный центр района Навалпараси, входящего в зону Лумбини Западного региона страны.
Расположен примерно в 10 км от границы с Индией, на высоте 91 м над уровнем моря. Примерно в 9 км от города проходит шоссе Махендра, пересекающее всю страну с запада на восток. В Рамграме расположена ступа Рамаграма, которая была построена в VI веке до н. э. и является местом паломничества буддистов. Считается, что здесь хранится часть останков Гаутамы Будды. В 3 км к юго-западу от ступы расположен индуистский храм Пали-Бхагвати, посвящённый богине Дурга.
Население города по данным переписи 2011 года составляет 25 990 человек, из них 12 807 мужчин и 13 183 женщины.